# Chromatomyia asteris
Chromatomyia asteris este o specie de muște din genul Chromatomyia, familia Agromyzidae, descrisă de Friedrich Georg Hendel în anul 1934.
Este endemică în Denmark. Conform Catalogue of Life specia Chromatomyia asteris nu are subspecii cunoscute.